# Fandango (cheval)
Pour les articles homonymes, voir Fandango (homonymie).
Fandango est un cheval de course de race trotteur français, né le 20 avril 1949 et mort en avril 1975, spécialiste du trot monté. Il remporta les principales épreuves de sa génération dans cette spécialité et remporta également à l'attelé le Critérium des 3 ans. Il fut également un étalon aux produits remarquables, tant sur les hippodromes qu'au haras.

## Carrière de course
Ce cheval, portant le nom d'une danse rythmée de castagnettes, s'en montra sur les hippodromes (celui de Vincennes en particulier) particulièrement digne. Confié à l'âge de 2 ans à Michel-Marcel Gougeon, ce petit mais beau trotteur (il remporta quelques concours de modèles) enchaina rapidement les succès. Après des débuts modestes mais victorieux à l'attelé, on l'oriente vers les courses montées, où il affirme sa supériorité sur sa génération dès le début de l'année de ses 3 ans (1952), remportant successivement les prix Édouard Marcillac, d'Essai, Hémine et le Saint-Léger des Trotteurs. Il réalise en fin d'année le doublé Critérium des 3 ans (attelé)-Prix de Vincennes (monté), devenu rare (dans les années un peu plus récentes, il n'a été réalisé que par Une de Mai, Vaccarès II et Kesaco Phedo).
On le consacre alors définitivement au trot monté, y remportant trente-huit victoires consécutives, alignant alors notamment les deux années suivantes, les prix du Président de la République, de Normandie, deux Prix des Élites (qu'il avait déjà remporté en 1952), deux Prix des Centaures et ses deux couronnes mondiales dans la spécialité que représente le Prix de Cornulier.
En début d'année 1955, contre l'avis des frères Gougeon, son propriétaire décide de le présenter convalescent pour son troisième Cornulier. Il n'y termine que cinquième lors de ce qui constituera sa dernière course.

## Au haras
Sa carrière d'étalon sera encore plus prestigieuse que sa carrière de compétiteur. On considère Fandango, au même titre que Kerjacques ou Carioca II, comme un chef de race du trotteur français d'aujourd'hui, l'un des étalons les plus importants du XXe siècle.
Il a pour descendants et continuateurs de nombreux champions tels Quérido II (son fils), Guéridia, Lutin d'Isigny, Podosis, Poroto, Queila Gédé, Ténor de Baune, Tout Bon, Ultra Ducal, Uno Atout, Ursulo de Crouay, Verdict Gédé, Abo Volo, Dryade des Bois, First de Retz, Jag de Bellouet, Jardy, Kesaco Phedo, Lazio du Bourg, Offshore Dream, Oyonnax, Ready Cash, Timoko…
Il meurt en avril 1975 au haras du Bois.

## Palmarès

### Attelé
- Critérium des 3 ans 1952.

### Monté
- Prix des Élites 1952, 1953, 1954.
- Prix de Cornulier 1953, 1954.
- Prix des Centaures 1953, 1954.
- Prix d'Essai	1952.
- Saint-Léger des Trotteurs 1952.
- Prix de Vincennes 1952.
- Prix du Président de la République 1953.
- Prix de Normandie1954.

## Origines
| Origines de Fandango   | Origines de Fandango | Origines de Fandango | Origines de Fandango |
| ---------------------- | -------------------- | -------------------- | -------------------- |
| Père Loudéac (1933)    | Boléro (1923)        | Koenigsberg (1910)   | Beaumanoir           |
| Père Loudéac (1933)    | Boléro (1923)        | Koenigsberg (1910)   | Byzance              |
| Père Loudéac (1933)    | Boléro (1923)        | Odette (1914)        | Bémécourt            |
| Père Loudéac (1933)    | Boléro (1923)        | Odette (1914)        | Jonvencelle          |
| Père Loudéac (1933)    | Bonne Fortune (1923) | Jongleur (1909)      | Bémécourt            |
| Père Loudéac (1933)    | Bonne Fortune (1923) | Jongleur (1909)      | Belle Poule          |
| Père Loudéac (1933)    | Bonne Fortune (1923) | Querelleuse (1916)   | Germinal             |
| Père Loudéac (1933)    | Bonne Fortune (1923) | Querelleuse (1916)   | Kaoline              |
| Mère Tombelaine (1941) | Javari (1931)        | Quo Vadis (1916)     | Enoch                |
| Mère Tombelaine (1941) | Javari (1931)        | Quo Vadis (1916)     | Junon                |
| Mère Tombelaine (1941) | Javari (1931)        | Reluisante (1917)    | Impétueux II         |
| Mère Tombelaine (1941) | Javari (1931)        | Reluisante (1917)    | Kerrie               |
| Mère Tombelaine (1941) | Verveine (1921)      | Jongleur (1909)      | Bémécourt            |
| Mère Tombelaine (1941) | Verveine (1921)      | Jongleur (1909)      | Belle Poule          |
| Mère Tombelaine (1941) | Verveine (1921)      | Rosa (1917)          | Gagny                |
| Mère Tombelaine (1941) | Verveine (1921)      | Rosa (1917)          | Avalanche            |

- Carrière de course : Pierre Joly, Trotteurs de légende, Rennes, Éditions Ouest-France, octobre 1998, 143 p. (ISBN 978-2-7373-2270-9), p. 68-69